# Nene
Nene eller River Nene är en 147 km lång flod i östra England. Den rinner genom Northamptonshire, Cambridgeshire och Lincolnshire, och mynnar ut i Nordsjön vid The Wash.
River Nene utgör gränsflod mellan de Peterborough och Ely stift inom Engelska kyrkan, vilket leder till att staden Peterborough hamnar i två olika stift.